# Lista över avsnitt av Witch Hunter Robin
Detta är en lista över avsnitten i animen Witch Hunter Robin, som ursprungligen sändes i Animax och TV Tokyo mellan 2 juli 2002 och 24 december 2004.

### Fotnoter
1. ↑  ”Witch Hunter Robin” (på engelska). Anime News Network. http://www.animenewsnetwork.com/encyclopedia/anime.php?id=913. Läst 26 januari 2017.